# Ignatij Potapenko
Ignatij Potapenko (Игна́тий Пота́пенко, em russo; Fyodorovka, 30 de dezembro de 1856 – Leningrado, 17 de maio de 1928) foi um escritor e dramaturgo russo. Já casado, teve um relacionamento amoroso com Lidija Mizinova tendo sido pai de uma criança sua.

## Biografia
Potapenko nasceu no vilarejo de Fyodorovka, Governorado de Kherson, Império Russo (atual Ucrânia) onde seu pai era padre. Potapenko estudou na Universidade de Odessa, e no Conservatório de São Petersburgo. Suas primeiras obras foram histórias da vida ucraniana. Ele é mais conhecido pelo seu romance A Russian Priest, de 1890.

## A Gaivota
Em A gaivota, Anton Tchecov imortalizou Potapenko na figura de "Trigorin".

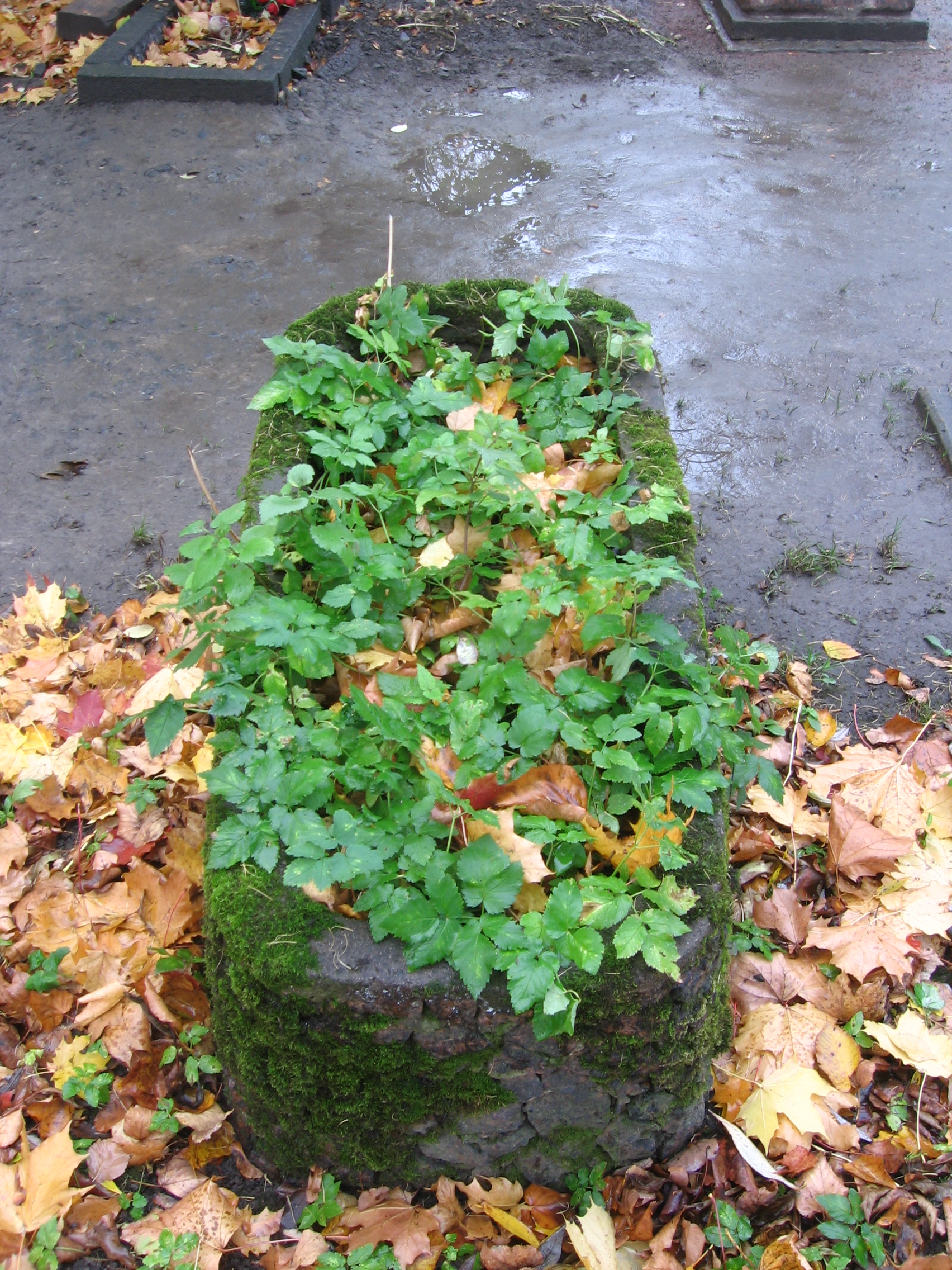
Sepultura no Cemitério de Volkovo